# Aechmea longifolia
Aechmea longifolia là một loài thực vật có hoa trong họ Bromeliaceae. Loài này được (Rudge) L.B.Sm. & M.A.Spencer mô tả khoa học đầu tiên năm 1992.